# Limau Saring
Limau Saring is een bestuurslaag in het regentschap Aceh Selatan van de provincie Atjeh, Indonesië. Limau Saring telt 744 inwoners (volkstelling 2010).